# Fernando Moraleda Quílez
Fernando Moraleda Quílez (nascut a Ciudad Real, Espanya en 1956), sindicalista i polític espanyol.

## Biografia
Va estudiar Ciències Químiques en el Col·legi Universitari de la seva ciutat natal i en la Universitat Complutense de Madrid, encara que no va arribar a obtenir la llicenciatura.
Va ser membre del Gabinet Tècnic de la Federación Nacional de Trabajadores de la Tierra i del Gabinet Tècnic de la Unió General de Treballadors. Des de 1987 va ser Secretari General de la Unión de Pequeños Agricultores y Ganaderos (UPA), sent reelegit en cinc congressos.
L'any 2000 va ser membre del Comitè Econòmic i Social Europeu, i va ser reelegit en 2002.
A l'abril de 2004, en començar la VIII Legislatura, va ser nomenat secretari general d'Agricultura i Alimentació, fins a setembre de 2005, quan va ser nomenat Secretari d'Estat de Comunicació, càrrec que va ocupar fins a abril de 2008.
Va ser elegit diputat del Partit Socialista Obrer Espanyol per la província de Ciudad Real a les eleccions generals espanyoles de 2008.

## Font
- Diputar PSOE per Ciudad Real. Congrés dels Diputats